# Democratico Federalista Indipendente
Democratico Federalista Indipendente (Démocrate fédéraliste indépendant, DéFI ) noto fino al 2015 come Federalisti Democratici Francofoni (Fédéralistes démocrates francophones) e prima ancora come Fronte Democratico dei Francofoni (Front démocratique des francophones, FDF) è un partito politico social-liberale, liberale e regionalista belga, il cui obbiettivo principale per cui è noto è la difesa degli interessi dei francofoni nell'area e vicino alla regione di Bruxelles. Il partito è guidato dal 1995 da Olivier Maingain, membro della Camera dei rappresentanti. Il nome attuale del partito, DéFI o Défi, è un acronimo inverso di Démocrate, Fédéraliste, Indépendant (letteralmente "Democratico, Federalista, Indipendente") che significa "sfida" in francese.

## Storia
Il partito fu fondato come Fronte Democratico dei Francofoni (Front Démocratique des Francophones, DFF) l'11 maggio 1964 come risposta alle leggi linguistiche del 1962. Il partito ebbe un immediato successo a Bruxelles: in primo luogo ha partecipato alle elezioni parlamentari l'anno dopo, dove ha ottenuto un senatore e 3 seggi alla Camera dei rappresentanti per la circoscrizione di Bruxelles. Il numero di seggi è aumentato ulteriormente nelle successive elezioni parlamentari. Il partito ha anche dominato la politica municipale di Bruxelles fino al 1982.
Inizialmente il partito ha collaborato con il Raggruppamento Vallone. Dal 1977 al 1980, il DFF ha partecipato ai governi federali guidati da Leo Tindemans e successivamente da Wilfried Martens. Dal 1992, il DFF ha regolarmente partecipato all'alleanza elettorale con il più ampio Partito Riformatore Liberale (PRL). Nel 2002 il PRL, il DFF, il Movimento dei Cittadini per il Cambiamento (MCC) e il Partito per la Libertà e il Progresso (PFF) formarono il Movimento Riformatore (MR), una alleanza più stretta dei partiti liberali francofoni.
Nel gennaio 2010 il nome del partito è stato modificato in Federalisti Democratici Francofoni (Fédéralistes Démocrates Francophones), mantenendo il suo acronimo originale. Nel settembre 2011, il DFF ha deciso di abbandonare l'alleanza per i disaccordi con il presidente del MR Charles Michel sull'accordo relativo alla divisione del distretto di Bruxelles-Halle-Vilvoorde durante la formazione del governo belga nel 2010-2011.
Il partito ha adottato il suo nome attuale, DéFI, nel novembre 2015.

## Ideologia e posizioni
Il partito sostiene l'estensione dello status bilingue di Bruxelles ad alcuni comuni della periferia di Bruxelles (nel Brabante Fiammingo, nella Regione fiamminga), dove la maggioranza della popolazione parla francese, ma la lingua ufficiale è l'olandese e si batte per i diritti dei francofoni nei comuni fiamminghi nel trattare con i funzionari di lingua francese. Entrambe le posizioni sono contestate dai partiti fiamminghi, i quali affermano che i residenti francofoni della regione fiamminga dovrebbero imparare l'olandese e sostengono che la francesizzazione di Bruxelles non dovrebbe diffondersi ulteriormente alla sua cintura metropolitana.

## Struttura

### Presidente
Elenco dei presidenti del partito dalla sua creazione.
- 1964–1967: Paul Brien
- 1967–1972: Albert Peeters
- 1972–1975: André Lagasse
- 1975–1977: Léon Defosset
- 1977–1982: Antoinette Spaak
- 1983–1984: Lucien Outers
- 1984–1995: Georges Clerfayt
- 1995–2019: Olivier Maingain
- dal 2019: François De Smet

### Vicepresidente
- 1991–1998: Martine Payfa

## Membri importanti
- Véronique Caprasse
- Bernard Clerfayt – ministro di Bruxelles
- Georges Clerfayt – presidente del partito dal 1984 al 1995
- Eric Libert
- Michel Colson – ex segretario generale del partito
- Léon Defosset – presidente del partito dal 1975 al 1977
- Serge de Patoul
- Georges Desir
- Pascal Goergen – presidente del partito in Vallonia
- Didier Gosuin – ex ministro di Bruxelles
- André Lagasse – presidente del partito dal 1972 al 1975
- Olivier Maingain – presidente del partito dal 1995 al 2019
- Damien Thiery
- Arnold d'Oreye de Lantremange

- Cécile Jodogne – ex segretaria di Stato di Bruxelles
- Gisèle Mandaila Malamba – ex segretaria di Stato dal 2004 al 2007
- Roger Nols
- Lucien Outers
- Emmanuel De Bock – capogruppo al Parlamento di Bruxelles
- Caroline Persones – presidente del partito di Bruxelles
- François Persoons
- Basil Risopoulos
- François Roelants du Vivier
- Antoinette Spaak – presidente del partito dal 1977 al 1982
- Paul-Henri Spaak
- Monique Felix – ex vicepresidente del partito in Vallonia
- Jonathan Martin – ex vicepresidente esecutivo del partito, ex vicesegretario generale
- François De Smet – deputato federale e presidente del partito

## Risultati elettorali
| Elezione          | Elezione     | Voti                      | %                         | Seggi                     |
| ----------------- | ------------ | ------------------------- | ------------------------- | ------------------------- |
| Parlamentari 1965 | Camera       | 68.966                    | 1,33                      | 3 / 212                   |
| Parlamentari 1965 | Senato       | 68.397                    | 1,34                      | 1 / 106                   |
| Parlamentari 1968 | Camera       | 154.023                   | 2,97                      | 6 / 212                   |
| Parlamentari 1968 | Senato       | 308.589                   | 5,75                      | 5 / 106                   |
| Parlamentari 1971 | Camera       | 286.639                   | 5,43                      | 12 / 212                  |
| Parlamentari 1971 | Senato       | 597.768                   | 11,49                     | 6 / 106                   |
| Parlamentari 1974 | Camera       | 301.303                   | 5,73                      | 14 / 212                  |
| Parlamentari 1974 | Senato       | 589.553                   | 11,38                     | 13 / 106                  |
| Parlamentari 1977 | Camera       | 263.104                   | 4,72                      | 11 / 212                  |
| Parlamentari 1977 | Senato       | 246.367                   | 4,46                      | 6 / 106                   |
| Parlamentari 1978 | Camera       | 235.105                   | 4,25                      | 11 / 212                  |
| Parlamentari 1978 | Senato       | 242.778                   | 4,43                      | 6 / 106                   |
| Europee 1979      | Europee 1979 | 414.603                   | 7,62                      | 2 / 24                    |
| Parlamentari 1981 | Camera       | 253.720                   | 4,21                      | 8 / 212                   |
| Parlamentari 1981 | Senato       | 255.727                   | 4,28                      | 4 / 106                   |
| Europee 1984      | Europee 1984 | 142.879                   | 2,50                      | 0 / 24                    |
| Parlamentari 1985 | Camera       | 72.361                    | 1,19                      | 3 / 212                   |
| Parlamentari 1985 | Senato       | 70.239                    | 1,17                      | 1 / 106                   |
| Parlamentari 1987 | Camera       | 71.338                    | 1,16                      | 3 / 212                   |
| Parlamentari 1987 | Senato       | 77.522                    | 1,27                      | 1 / 106                   |
| Europee 1989      | Europee 1989 | 85.867                    | 1,46                      | 0 / 24                    |
| Parlamentari 1991 | Camera       | 90.813                    | 1,47                      | 3 / 212                   |
| Parlamentari 1991 | Senato       | 86.026                    | 1,41                      | 1 / 106                   |
| Europee 1994      | Europee 1994 | 541.724                   | 9,09                      | 1 / 25                    |
| Parlamentari 1995 | Camera       | 623.250                   | 10,26                     | 18 / 150                  |
| Parlamentari 1995 | Senato       | 672.798                   | 11,23                     | 5 / 40                    |
| Europee 1999      | Europee 1999 | 624.445                   | 10,03                     | 1 / 25                    |
| Parlamentari 1999 | Camera       | 630.219                   | 10,14                     | 18 / 150                  |
| Parlamentari 1999 | Senato       | 654.961                   | 10,57                     | 5 / 40                    |
| Parlamentari 2003 | Camera       | Nel Movimento Riformatore | Nel Movimento Riformatore | Nel Movimento Riformatore |
| Parlamentari 2003 | Senato       | Nel Movimento Riformatore | Nel Movimento Riformatore | Nel Movimento Riformatore |
| Europee 2004      | Europee 2004 | Nel Movimento Riformatore | Nel Movimento Riformatore | Nel Movimento Riformatore |
| Parlamentari 2007 | Camera       | Nel Movimento Riformatore | Nel Movimento Riformatore | Nel Movimento Riformatore |
| Parlamentari 2007 | Senato       | Nel Movimento Riformatore | Nel Movimento Riformatore | Nel Movimento Riformatore |
| Europee 2009      | Europee 2009 | Nel Movimento Riformatore | Nel Movimento Riformatore | Nel Movimento Riformatore |
| Parlamentari 2010 | Camera       | Nel Movimento Riformatore | Nel Movimento Riformatore | Nel Movimento Riformatore |
| Parlamentari 2010 | Senato       | Nel Movimento Riformatore | Nel Movimento Riformatore | Nel Movimento Riformatore |
| Parlamentari 2014 | Camera       | 121.384                   | 1,80                      | 2 / 150                   |
| Europee 2014      | Europee 2014 | 82.540                    | 1,23                      | 0 / 21                    |
| Parlamentari 2019 | Camera       | 150.394                   | 2,22                      | 2 / 150                   |
| Europee 2019      | Europee 2019 | 144.555                   | 2,15                      | 0 / 21                    |
| Parlamentari 2024 | Camera       | 84.024                    | 1,22                      | 1 / 150                   |
| Europee 2024      | Europee 2024 | 75.243                    | 1,05                      | 0 / 22                    |
| 1. 2. 3. 4.       |              |                           |                           |                           |